# Trans GR
| GR ist das Kürzel für den Kanton Graubünden in der Schweiz. Es wird verwendet, um Verwechslungen mit anderen Einträgen des Namens Trans zu vermeiden. |

Trans (rätoromanisch Tràn) ist ein Dorf in der politischen Gemeinde Domleschg im Kreis Domleschg in der Region Viamala des Kantons Graubünden in der Schweiz.
Die ehemalige Gemeinde Trans fusionierte 2009 zur Gemeinde Tomils.

## Geographie

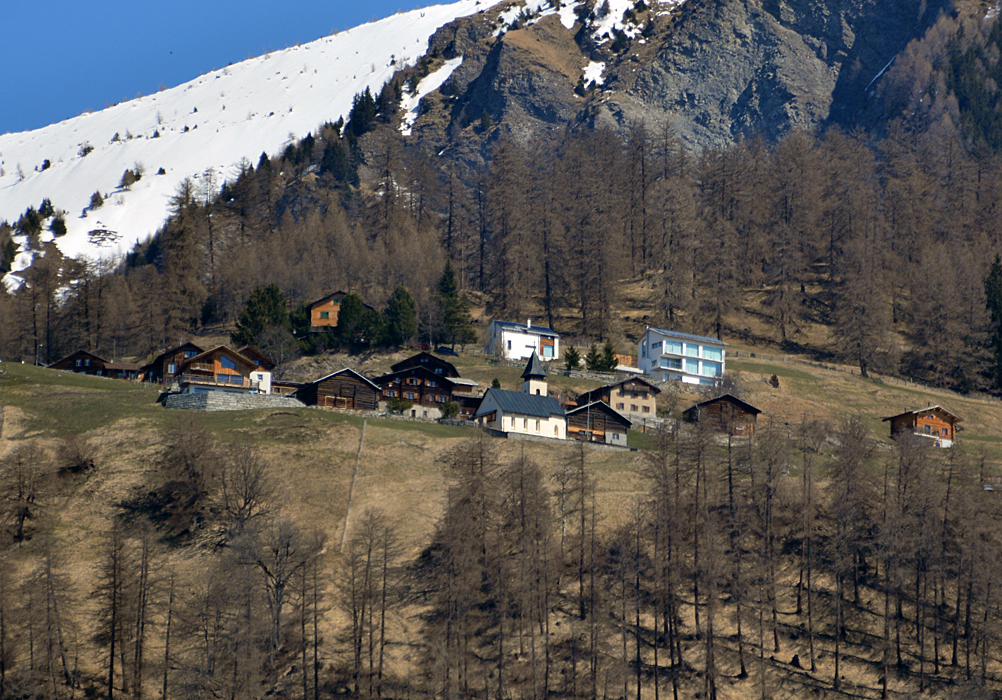
Ansicht vom Talboden aus

Das Haufendorf Trans ist ein Bergdorf im Domleschg und liegt 800 m über dem Talboden auf dem Westabhang des Fulhorns (2529 m). Höchster Punkt der ehemaligen Gemeinde war das Stätzerhorn (2574 m) an der damaligen östlichen Gemeindegrenze. Zusammen bildeten die beiden genannten Berge die Eckpunkte der nordöstlichen und südöstlichen Gemeindegrenze. Nachbargemeinden waren Scheid, Churwalden, Almens, Paspels und Tumegl/Tomils. Vom gesamten ehemaligen Gemeindegebiet von 744 ha waren 345 ha bewaldet und 164 ha Gebirge. Vom Nutzland von 225 ha wurden 151 ha als Maiensässe bewirtschaftet. Die restlichen zehn Hektaren waren Siedlungsfläche.

## Geschichte

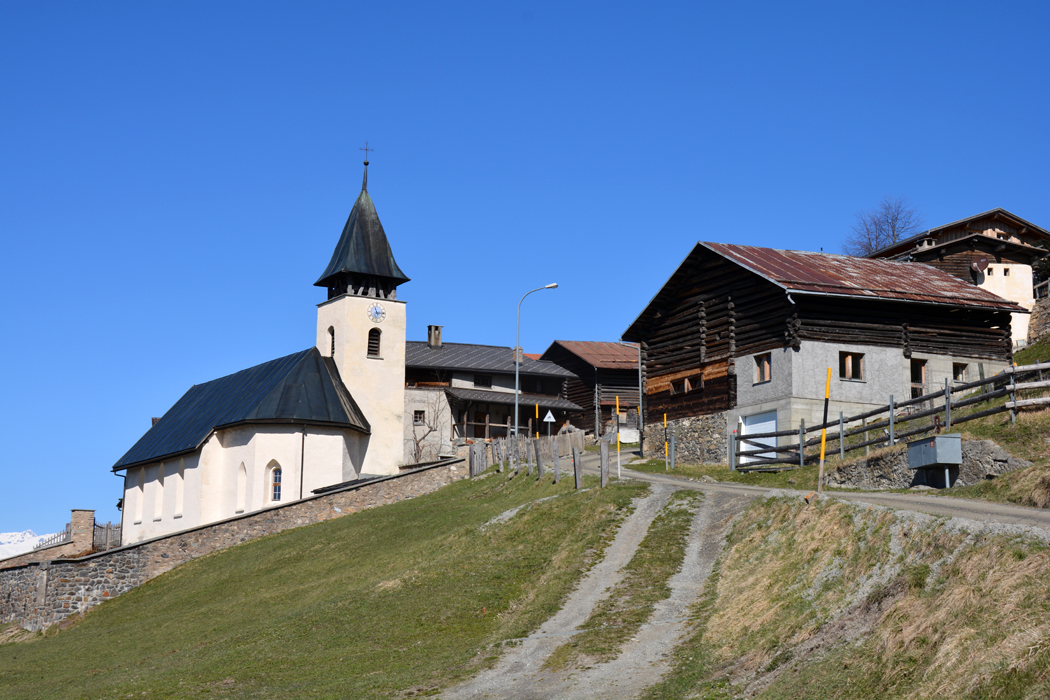
Trans mit Dorfkirche

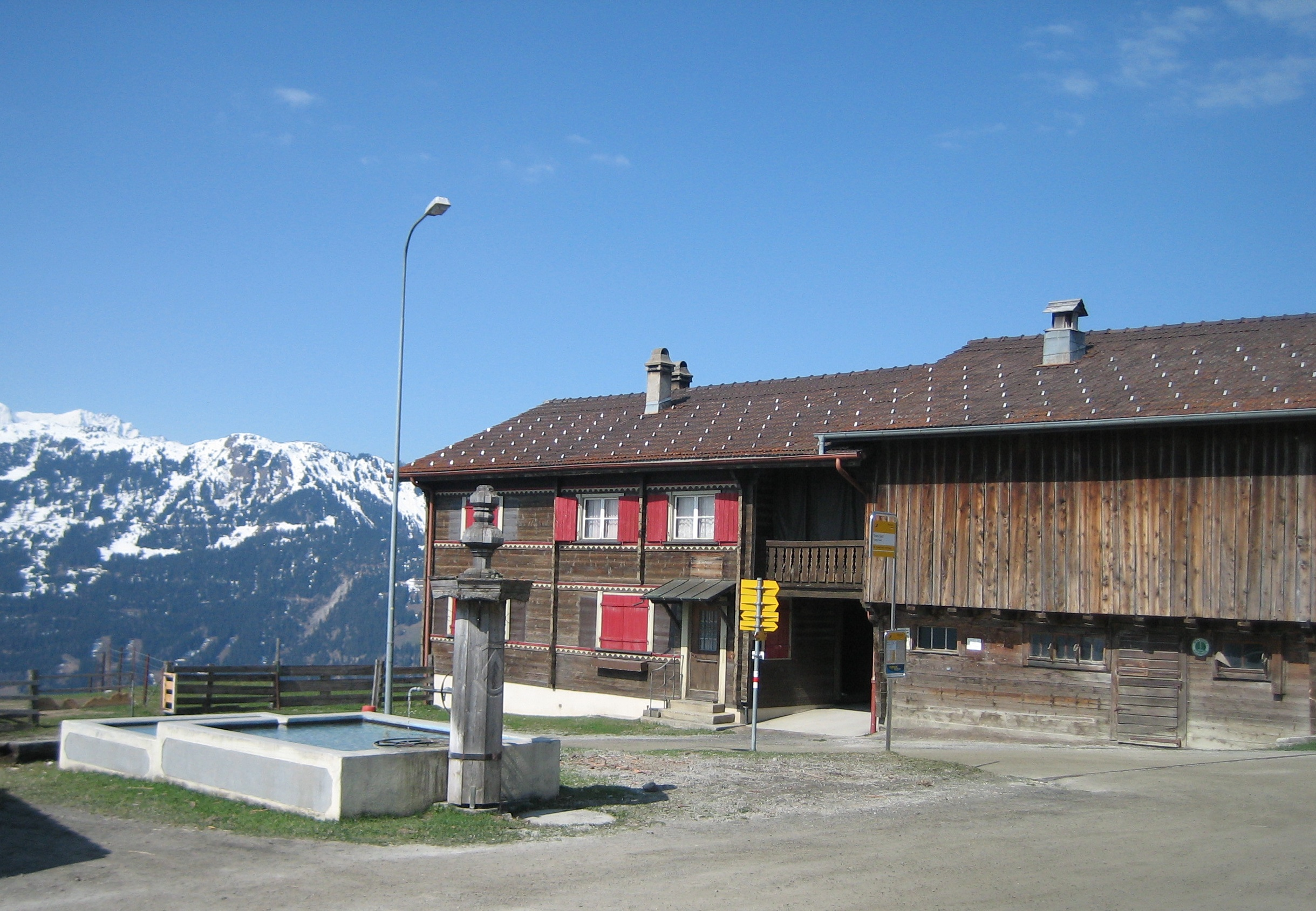
Brunnen in Trans

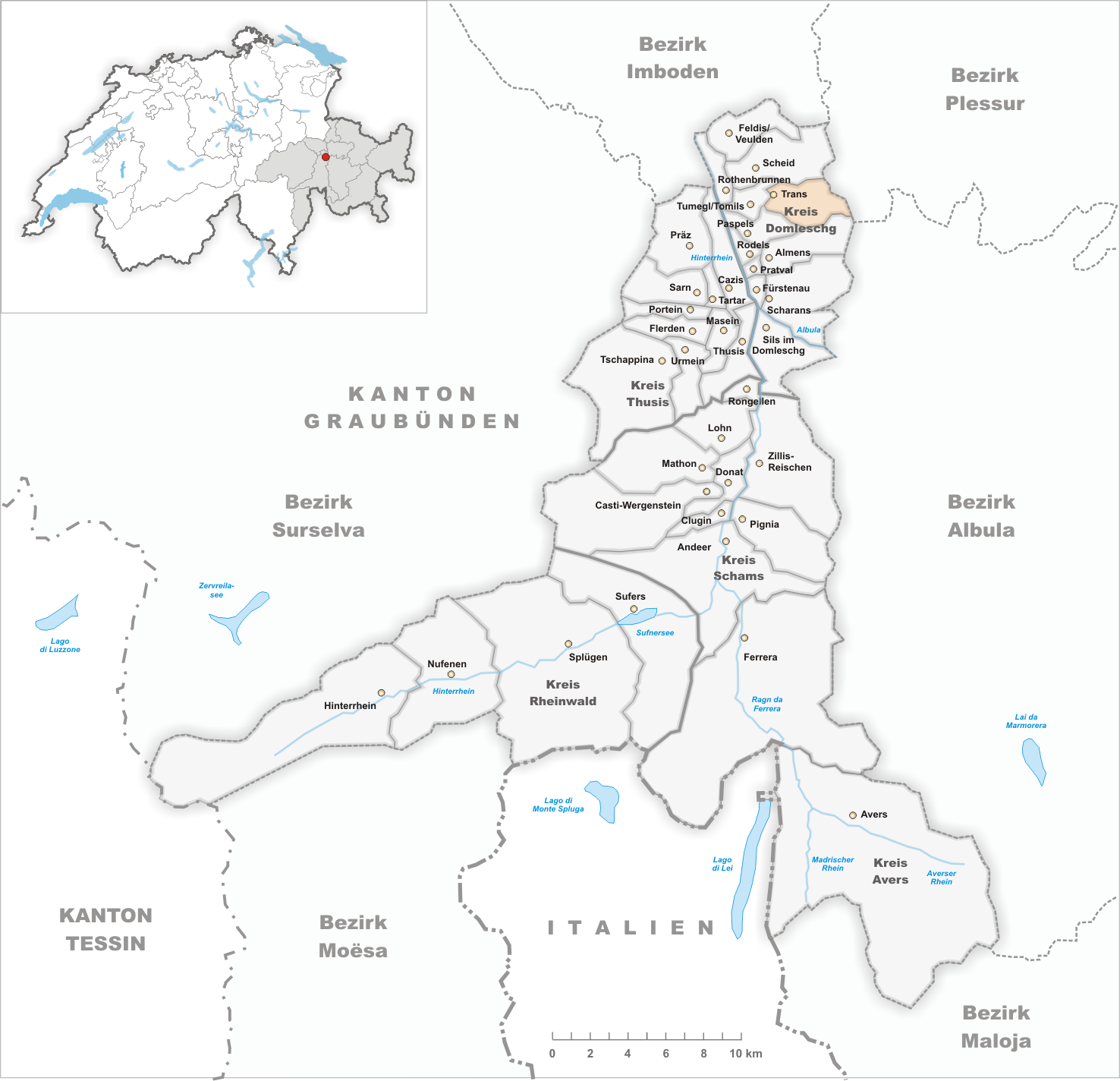
Gemeindestand vor der Fusion am 1. Januar 2009

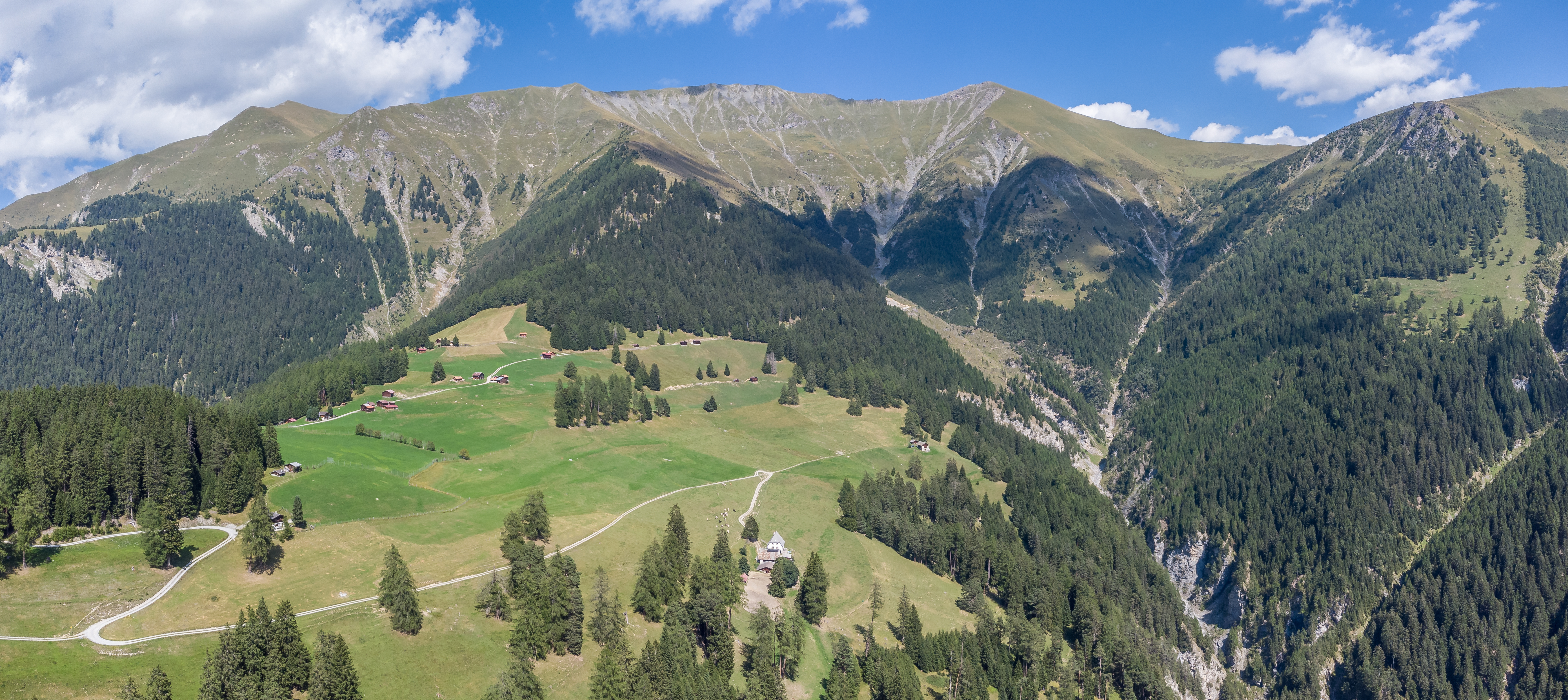
Ortsteil Schins mit Stätzerhorn und Almenser Tobel

Die Siedlung wurde Mitte des 12. Jahrhunderts als Hof ad Tranne bezeichnet. Der 1208 erwähnte Hof lieferte Korn an das Kloster Churwalden. Die Transer waren zum Teil altfreie romanische Bauern. Die Kirche St. Peter und Paul wurde 1508 erwähnt. Kirchlich wurde Trans von Tomils, die reformierte Gemeinde von Almens aus betreut. Bis zum Verschwinden der katholischen Minderheit Anfang des 18. Jahrhunderts gab es heftige konfessionelle Auseinandersetzungen (sogenannter Transer Handel). Der Auskauf der Herrschaftsrechte erfolgte 1527. 1596 nahmen die Ausserdomleschger Dörfer die Ausscheidung ihres jeweiligen Gemeindebanns vor.
Bis 1851 war Trans eine Nachbarschaft der Gerichtsgemeinde Ortenstein, ab 1788 bildete es mit Scheid und Feldis/Veulden das Halbgericht „im Berg“. Viehwirtschaft und Ackerbau waren noch zu Beginn des 21. Jahrhunderts die wichtigsten Erwerbsquellen. 1918 bis 1922 wurde die Fahrstrasse ins Tal gebaut. Der Brand von 1944 zerstörte einen Grossteil des Dorfes, das mit zahlreichen verstreuten Höfen wieder aufgebaut wurde. Die Güterzusammenlegung erfolgte 1945 bis 1947.
Auf den 1. Januar 2009 fusionierte Trans zusammen mit Feldis/Veulden, Scheid und Tumegl/Tomils zur Gemeinde Tomils. Seit dem 1. Januar 2015 gehört Trans infolge Fusion von Tomils, Almens, Paspels, Pratval und Rodels zur neuen Gemeinde Domleschg und ist somit eine Fraktion von Domleschg.

## Wappen
| Wappen von Trans GR | Blasonierung: «In Rot ein goldener (gelber) Sparren»                      |
| Wappen von Trans GR | Der Sparren soll die Höhenlage der ehemaligen Gemeinde am Talhang zeigen. |

## Bevölkerung
| Jahr      | 1803 | 1850 | 1900 | 1950 | 1980 | 1990 | 2000 | 2005 | 2008 | 2012 |
| Einwohner | 84   | 104  | 56   | 61   | 54   | 65   | 69   | 59   | 56   | 52   |

### Sprachen
Ursprünglich sprach die Bevölkerung Sutselvisch, eine bündnerromanische Mundart. Der in der 2. Hälfte des 19. Jahrhunderts einsetzende Sprachwandel konnte bis zum Ersten Weltkrieg rückgängig gemacht werden (1880 71 %, 1910 91 % Romanischsprachige). Zum Beginn des Zweiten Weltkriegs sank der Anteil der Rätoromanen auf 75 %. Seit 1970 ist Deutsch Mehrheitssprache.
| Sprachen      | Volkszählung 1980 | Volkszählung 1980 | Volkszählung 1990 | Volkszählung 1990 | Volkszählung 2000 | Volkszählung 2000 |
| Sprachen      | Anzahl            | Anteil            | Anzahl            | Anteil            | Anzahl            | Anteil            |
| ------------- | ----------------- | ----------------- | ----------------- | ----------------- | ----------------- | ----------------- |
| Deutsch       | 33                | 61,11 %           | 53                | 81,54 %           | 63                | 91,30 %           |
| Rätoromanisch | 20                | 37,04 %           | 11                | 16,92 %           | 6                 | 8,70 %            |
| Einwohner     | 54                | 100 %             | 65                | 100 %             | 69                | 100 %             |

### Herkunft und Nationalität
Ende 2005 waren alle 59 Bewohner Schweizer Staatsangehörige.

## Sehenswürdigkeiten
Unter Denkmalschutz steht die reformierte Dorfkirche.